# Карл Драйс
Барон Карл Фридрих Кристиан Людвиг Фрайхер Драйс фон Зауерброн, наричан Карл Драйс (на немски: Karl Drais) е германски курфюрст, изобретател.

## Биография
Изучава архитектура, физика и селско стопанство в Хайделбергския университет в периода 1803 – 1805 г.
През 1817 г. създава първата тротинетка, която нарича „машина за бързо ходене“, като прототипът е бил с снабден дървена рама, две дървени колела, кормило и седалка. Придвижването е ставало или чрез отблъскване от земята, или чрез правене на големи крачки. Изобретател е и на месомелачката.
Първата дрезина е наречена в негова чест през 1839 г.

## За него
- Hans-Erhard Lessing, Karl Drais – zwei Räder statt vier Hufe. G. Braun Buchverlag, Karlsruhe 2010.
- Hans-Erhard Lessing, Automobilität – Karl Drais und die unglaublichen Anfänge. Maxime-Verlag, Leipzig 2003.
- Hermann Ebeling, Der Freiherr von Drais: das tragische Leben des „verrückten Barons“. Ein Erfinderschicksal im Biedermeier. Braun, Karlsruhe 1985.
- Heinz Schmitt, Karl Friedrich Drais von Sauerbronn: 1785–1851; ein badischer Erfinder; Ausstellung zu seinem 200. Geburtstag; Stadtgeschichte im Prinz-Max-Palais, Karlsruhe, 9. März-26. Mai 1985; Städt. Reiss-Museum Mannheim, 5. Juli–18. August 1985. Stadtarchiv Karlsruhe, Karlsruhe 1985.
- Michael Rauck, Karl Freiherr Drais von Sauerbronn: Erfinder und Unternehmer (1785–1851). Steiner, Stuttgart 1983.
- Karl Hasel, Karl Friedrich Frhr. Drais von Sauerbronn, in Peter Weidenbach (Red.): Biographie bedeutender Forstleute aus Baden-Württemberg. Schriftenreihe der Landesforstverwaltung Baden-Württemberg, Band 55. Herausgegeben vom Ministerium für Ernährung, Landwirtschaft und Umwelt Baden-Württemberg. Landesforstverwaltung Baden-Württemberg und Baden-Württembergische Forstliche Versuchs- und Forschungsanstalt, Stuttgart und Freiburg im Breisgau 1980, pp. 99–109.